# Biblioteca Popular Amado Juárez
La Biblioteca Popular Amado Juárez es una biblioteca popular de Amaicha del Valle, Tucumán, Argentina. Fue la primera biblioteca de este pueblo, y la más antigua del interior de la provincia. Iniciada hacia 1906 por obra del educador argentino Francisco Amado Juárez, fue fundada oficialmente el 1 de abril de 1907 teniendo más de cien años de historia.

## Su fundador
D. Francisco Amado Juárez nació en el Departamento de Leales, Provincia de Tucumán, en el año 1874. Fallece en 1928 Hijo del matrimonio de D. Nicanor Juárez y Da. Vicenta Lizarraga Aragón, con solo 22 años de edad fue el primer juez de paz del distrito de Tafí del Valle, en Tucumán. De su unión con la Sra. Florinda Sandoval y Medina, fallecida en 1896, nació su hija mayor Maria Luisa Balvina Juárez quien se casó con Máximo Alfonso Soria Medrano, farmacéutico y hacendado, miembro de una tradicional familia catamarqueña. Maria Luisa Juárez fue presidenta de la Sociedad de Beneficencia de Tucumán y fundadora de la Liga de Mujeres Católicas. Junto a su esposo Máximo Soria, se prolongó en vasta descendencia.

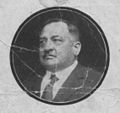
Amado Juárez, fundador de la biblioteca que lleva su nombre

En el año 1898, Francisco Amado contrajo matrimonio con la dama chilena Zoila Luna y Serey, descendiente de las primeras familias del Tucumán. Tuvieron cuatro hijos: Amado, Nicanor, Sara y Zoila (1912-). Amado fue ingeniero, director de Vialidad de la Provincia de Tucumán, con brillante actuación en la proyección y concreción de obras de vital importancia para el progreso de la provincia. El único varón con descendencia fue Nicanor, nacido en Tucumán en 1900 y fallecido en Paraná en 1987, veterinario recibido en la Universidad de Buenos Aires, luego incorporado a la carrera militar llegando al grado de coronel. Tuvo tres hijos: Graciela, Amado Ernesto y María de los Ángeles. Amado Ernesto tuvo siete hijos, siendo el primero de ellos Gustavo Alejandro. Su hijo Joaquín Juárez, nacido en 2001, es el único tataranieto de apellido Juárez del fundador de la biblioteca hasta el momento.

## Actividades
Además de funcionar como biblioteca, la institución realiza actividades culturales en coordinación con los habitantes de Amaicha del Valle. Una de estas es la participación en los Centros Comunitarios de Defensa de los Derechos cuyo objetivo es proteger los derechos de los pueblos originarios en materias como la defensa laboral, violencia familiar, orientación jurídica, presentación de notas y formas de resolver conflictos.